# 官山岛 (岱山)
官山，或称官山岛是舟山群岛的一个岛屿，位于岱山岛之南，面积3.14平方公里。距县城高亭仅2.5公里。

## 人口和行政
1950年代曾设官山乡。后设立有官山一村（渔业村）和官山二村（农业村）。目前已经合并为官山村，属于高亭镇。官山村在册人口为1,100人（2004年户籍登记），实际上居住于官山岛上的人口仅85人（2000年人口普查），其它均已经迁往高亭镇北磨星山脚下，并兴建官山新村。该村村委会，也已经迁至官山新村内办公。由于地处高亭城镇区内，官山村保留村民委员会牌子，没有加入渔农村新型社区建设，也没有改编为社区。